# Lista de Pokémon da geração VII
Este artigo apenas destaca os conceitos básicos das espécies Pokémon. Para informações detalhadas sobre o universo, por favor, consulte wiki sobre o assunto.

Logo internacional da franquia Pokémon.

A sétima geração (Geração VII) da franquia Pokémon foram adicionadas 86 criaturas fictícias apresentados pelos jogos da Nintendo 3DS de 2016, Pokémon Sun e Moon e de 2017, Ultra Sun e Ultra Moon, com mais duas espécies introduzidas em uma atualização de 2018 para o jogo móvel spin-off Pokémon GO, juntamente com os jogos da Nintendo Switch de 2018, Let's Go, Pikachu! e Let's Go, Eevee!, culminando em um total de 88. Algumas espécies de Pokémon desta geração foram introduzidas em adaptações animadas da franquia antes de Sun e Moon.
Desde Pokémon X e Y, todos os Pokémon são projetados por uma equipe de todos 20 artistas comandadas por Ken Sugimori e Hironobu Yoshida. Sun e Moon ocorrem na região tropical de Alola, composta inteiramente de ilhas. Let's Go, Pikachu! e Let's Go, Eevee! são definidas na região de Kanto, a mesma configuração da primeira geração. Pokémon Go é um jogo móvel de realidade aumentada que usa o GPS e as funções da câmera no smartphone do jogador para exibir Pokémon selvagens no ambiente ao redor do jogador.
A lista a seguir detalha o 88 Pokémon da Geração VII em ordem de numeração do Pokédex Nacional. O primeiro Pokémon, numerado de 722 Rowlet e o último, numerado de 802 Marshadow são introduzidos em Sun e Moon de 2016, e o primeiro, numerado de 803 Poipole e o último, numerado de 807 Zeraora são revelados em Ultra Sun e Ultra Moon de 2017. Dois Pokémon míticos, Meltan e Melmetal, estreou em Pokémon GO em 2018; Meltan aparece em estado selvagem em Pokémon GO, quando um Pokémon é transferido para Let's Go, Pikachu! ou Let's Go, Eevee!, enquanto Melmetal só pode ser obtido evoluindo Meltan em Pokémon GO, quando o jogador coleta doces. Além das novas espécies de Pokémon, duas novas formas de Zygarde aparecem em Sun e Moon—tendo aparecido anteriormente no anime Pokémon: o cachorro "Zygarde 10% Forme" e mecha "Zygarde Complete (100%) Forme". Formas alternativos que resultam em alterações de tipo e regionais são incluídos por conveniência.

## Design e desenvolvimento
Pokémon Sun e Moon introduzem "Formas de Alola" de vários Pokémon da primeira geração. Essas versões devem representar "os diferentes microclimas da região de Alola". As versões de Pokémon em Alola como Vulpix e Exeggutor têm aparências e tipos diferentes e foram introduzidas juntamente com os Pokémon da sétima geração. Alex Hern de The Guardian sugeriram que os desenvolvedores provavelmente decidiram redesenhar vários Pokémons da primeira geração porque, segundo ele, "a conexão dos fãs com os 150 Pokémon originais é tão forte, quanto sempre foi [enquanto] o número de pessoas que podem dizer a um Pancham para Swirlix é muito menor."

## Lista de Pokémon
| Nome em inglês           | Nome em japonês                                                       | Número do Pokédex Nacional | Tipo      | Tipo      | Evoluem em                    |
| ------------------------ | --------------------------------------------------------------------- | -------------------------- | --------- | --------- | ----------------------------- |
| Rowlet                   | Mokuroh (モクロー Mokurō)                                             | 722                        | Planta    | Voador    | Dartrix (#723)                |
| Dartrix                  | Fukuthrow (フクスロー Fukusurō)                                       | 723                        | Planta    | Voador    | Decidueye (#723)              |
| Decidueye                | Junaiper (ジュナイパー Junaipā)                                       | 724                        | Planta    | Fantasma  | Não evoluem                   |
| Litten                   | Nyabby (ニャビー Nyabī)                                               | 725                        | Fogo      | Fogo      | Torracat (#726)               |
| Torracat                 | Nyaheat (ニャヒート Nyahīto)                                          | 726                        | Fogo      | Fogo      | Incineroar (#727)             |
| Incineroar               | Gaogaen (ガオガエン Gaogaen)                                          | 727                        | Fogo      | Noturno   | Não evoluem                   |
| Popplio                  | Ashimari (アシマリ Ashimari)                                          | 728                        | Água      | Água      | Brionne (#729)                |
| Brionne                  | Osyamari (オシャマリ Oshamari)                                        | 729                        | Água      | Água      | Primarina (#730)              |
| Primarina                | Ashirene (アシレーヌ Ashirēnu)                                        | 730                        | Água      | Fada      | Não evoluem                   |
| Pikipek                  | Tsutsukera (ツツケラ Tsutsukera)                                      | 731                        | Normal    | Voador    | Trumbeak (#732)               |
| Trumbeak                 | Kerarappa (ケララッパ Kerarappa)                                      | 732                        | Normal    | Voador    | Toucannon (#733)              |
| Toucannon                | Dodekabashi (ドデカバシ Dodekabashi)                                  | 733                        | Normal    | Voador    | Não evoluem                   |
| Yungoos                  | Youngoose (ヤングース Yangūsu)                                        | 734                        | Normal    | Normal    | Gumshoos (#735)               |
| Gumshoos                 | Dekagoose (デカグース Dekagūsu)                                       | 735                        | Normal    | Normal    | Não evoluem                   |
| Grubbin                  | Agojimushi (アゴジムシ Agojimushi)                                    | 736                        | Inseto    | Inseto    | Charjabug (#737)              |
| Charjabug                | Dendimushi (デンヂムシ Denjimushi)                                    | 737                        | Inseto    | Elétrico  | Vikavolt (#738)               |
| Vikavolt                 | Kuwagannon (クワガノン Kuwaganon)                                     | 738                        | Inseto    | Elétrico  | Não evoluem                   |
| Crabrawler               | Makenkani (マケンカニ Makenkani)                                      | 739                        | Lutador   | Lutador   | Crabominable (#740)           |
| Crabominable             | Kekenkani (ケケンカニ Kekenkani)                                      | 740                        | Lutador   | Gelo      | Não evoluem                   |
| Oricorio                 | Odoridori (オドリドリ Odoridori)                                      | 741                        | Vários    | Voador    | Não evoluem                   |
| Pom-Pom Style            | Pachi-Pachi Style (ぱちぱちスタイル Pachi-Pachi Style)                | 741                        | Elétrico  | Voador    | Não evoluem                   |
| Pa’u Style               | Fura-Fura Style (ふらふらスタイル Fura-Fura Style)                    | 741                        | Psíquico  | Voador    | Não evoluem                   |
| Baile Style              | Mera-Mera Style (めらめらスタイル Mera-Mera Style)                    | 741                        | Fogo      | Voador    | Não evoluem                   |
| Sensu Style              | Mai-Mai Style (まいまいスタイル Mai-Mai Style)                        | 741                        | Fantasma  | Voador    | Não evoluem                   |
| Cutiefly                 | Abuly (アブリー Aburī)                                                | 742                        | Inseto    | Fada      | Ribombee (#743)               |
| Ribombee                 | Aburibbon (アブリボン Aburibon)                                       | 743                        | Inseto    | Fada      | Não evoluem                   |
| Rockruff                 | Iwanko (イワンコ Iwanko)                                              | 744                        | Pedra     | Pedra     | Lycanroc (#745)               |
| Lycanroc                 | Lugarugan (ルガルガン Rugarugan)                                      | 745                        | Pedra     | Pedra     | Não evoluem                   |
| Wishiwashi               | Yowashi (ヨワシ Yowashi)                                              | 746                        | Água      | Água      | Não evoluem                   |
| Mareanie                 | Hidoide (ヒドイデ Hidoide)                                            | 747                        | Venenoso  | Água      | Toxapex (#748)                |
| Toxapex                  | Dohidoide (ドヒドイデ Dohidoide)                                      | 748                        | Venenoso  | Água      | Não evoluem                   |
| Mudbray                  | Dorobanko (ドロバンコ Dorobanko)                                      | 749                        | Terrestre | Terrestre | Mudsdale (#750)               |
| Mudsdale                 | Banbadoro (バンバドロ Banbadoro)                                      | 750                        | Terrestre | Terrestre | Não evoluem                   |
| Dewpider                 | Shizukumo (シズクモ Shizukumo)                                        | 751                        | Água      | Inseto    | Araquanid (#752)              |
| Araquanid                | Onishizukumo (オニシズクモ Onishizukumo)                              | 752                        | Água      | Inseto    | Não evoluem                   |
| Fomantis                 | Karikiri (カリキリ Karikiri)                                          | 753                        | Planta    | Planta    | Lurantis (#754)               |
| Lurantis                 | Lalantes (ラランテス Rarantesu)                                       | 754                        | Planta    | Planta    | Não evoluem                   |
| Morelull                 | Nemasyu (ネマシュ Nemashu)                                            | 755                        | Planta    | Fada      | Shiinotic (#756)              |
| Shiinotic                | Mashade (マシェード Mashēdo)                                          | 756                        | Planta    | Fada      | Não evoluem                   |
| Salandit                 | Yatoumori (ヤトウモリ Yatōmori)                                       | 757                        | Venenoso  | Fogo      | Salazzle (#758)               |
| Salazzle                 | Ennewt (エンニュート Ennyūto)                                         | 758                        | Venenoso  | Fogo      | Não evoluem                   |
| Stufful                  | Nuikoguma (ヌイコグマ Nuikoguma)                                      | 759                        | Normal    | Lutador   | Bewear (#760)                 |
| Bewear                   | Kiteruguma (キテルグマ Kiteruguma)                                    | 760                        | Normal    | Lutador   | Não evoluem                   |
| Bounsweet                | Amakaji (アマカジ Amakaji)                                            | 761                        | Planta    | Planta    | Steenee (#762)                |
| Steenee                  | Amamaiko (アママイコ Amamaiko)                                        | 762                        | Planta    | Planta    | Tsareena (#763)               |
| Tsareena                 | Amajo (アマージョ Amājo)                                              | 763                        | Planta    | Planta    | Não evoluem                   |
| Comfey                   | Cuwawa (キュワワー Kyuwawā)                                           | 764                        | Fada      | Fada      | Não evoluem                   |
| Oranguru                 | Yareyuutan (ヤレユータン Yareyūtan)                                   | 765                        | Normal    | Psíquico  | Não evoluem                   |
| Passimian                | Nagetukesaru (ナゲツケサル Nagetsukesaru)                             | 766                        | Lutador   | Lutador   | Não evoluem                   |
| Wimpod                   | Kosokumushi (コソクムシ Kosokumushi)                                  | 767                        | Inseto    | Água      | Golisopod (#768)              |
| Golisopod                | Gusokumusha (グソクムシャ Gusokumusha)                                | 768                        | Inseto    | Água      | Não evoluem                   |
| Sandygast                | Sunaba (スナバァ Sunabā)                                              | 769                        | Fantasma  | Terrestre | Palossand (#770)              |
| Palossand                | Sirodethna (シロデスナ Shirodesuna)                                   | 770                        | Fantasma  | Terrestre | Não evoluem                   |
| Pyukumuku                | Namakobushi (ナマコブシ Namakobushi)                                  | 771                        | Água      | Água      | Não evoluem                   |
| Type: Null               | Type: Null (タイプ：ヌル Taipu: Nuru)                                 | 772                        | Normal    | Normal    | Silvally (#773)               |
| Silvally                 | Silvady (シルヴァディ Shiruvadi)                                      | 773                        | Normal    | Normal    | Não evoluem                   |
| Minior                   | Meteno (メテノ Meteno)                                                | 774                        | Pedra     | Voador    | Não evoluem                   |
| Komala                   | Nekkoara (ネッコアラ Nekkoara)                                        | 775                        | Normal    | Normal    | Não evoluem                   |
| Turtonator               | Bakugames (バクガメス Bakugamesu)                                     | 776                        | Fogo      | Dragão    | Não evoluem                   |
| Togedemaru               | Togedemaru (トゲデマル Togedemaru)                                    | 777                        | Elétrico  | Metálico  | Não evoluem                   |
| Mimikyu                  | Mimikkyu (ミミッキュ Mimikkyu)                                        | 778                        | Fantasma  | Fada      | Não evoluem                   |
| Bruxish                  | Hagigishiri (ハギギシリ Hagigishiri)                                  | 779                        | Água      | Psíquico  | Não evoluem                   |
| Drampa                   | Jijilong (ジジーロン Jijīron)                                         | 780                        | Normal    | Dragão    | Não evoluem                   |
| Dhelmise                 | Dadarin (ダダリン Dadarin)                                            | 781                        | Fantasma  | Planta    | Não evoluem                   |
| Jangmo-o                 | Jyarako (ジャラコ Jarako)                                             | 782                        | Dragão    | Dragão    | Hakamo-o (#783)               |
| Hakamo-o                 | Jyarango (ジャランゴ Jarango)                                         | 783                        | Dragão    | Lutador   | Kommo-o (#784)                |
| Kommo-o                  | Jyararanga (ジャラランガ Jararanga)                                   | 784                        | Dragão    | Lutador   | Não evoluem                   |
| Tapu Koko                | Kapu-Kokeko (カプ・コケコ Kapu Kokeko)                                | 785                        | Elétrico  | Fada      | Não evoluem                   |
| Tapu Lele                | Kapu-Tetefu (カプ・テテフ Kapu Tetefu)                                | 786                        | Psíquico  | Fada      | Não evoluem                   |
| Tapu Bulu                | Kapu-Bulul (カプ・ブルル Kapu Bururu)                                 | 787                        | Planta    | Fada      | Não evoluem                   |
| Tapu Fini                | Kapu-Rehire (カプ・レヒレ Kapu Rehire)                                | 788                        | Água      | Fada      | Não evoluem                   |
| Cosmog                   | Cosmog (コスモッグ Kosumoggu)                                         | 789                        | Psíquico  | Psíquico  | Cosmoem (#790)                |
| Cosmoem                  | Cosmovum (コスモウム Kosumoumu)                                       | 790                        | Psíquico  | Psíquico  | Solgaleo (#791) Lunala (#792) |
| Solgaleo                 | Solgaleo (ソルガレオ Sorugareo)                                       | 791                        | Psíquico  | Metálico  | Não evoluem                   |
| Lunala                   | Lunaala/Lunala (ルナアーラ Runaāra)                                   | 792                        | Psíquico  | Fantasma  | Não evoluem                   |
| Nihilego                 | Uturoid (ウツロイド Utsuroido)                                        | 793                        | Pedra     | Venenoso  | Não evoluem                   |
| Buzzwole                 | Massivoon (マッシブーン Masshibūn)                                    | 794                        | Inseto    | Lutador   | Não evoluem                   |
| Pheromosa                | Pheroache (フェローチェ Ferōche)                                      | 795                        | Inseto    | Lutador   | Não evoluem                   |
| Xurkitree                | Denjyumoku (デンジュモク Denjumoku)                                   | 796                        | Elétrico  | Elétrico  | Não evoluem                   |
| Celesteela               | Tekkaguya (テッカグヤ Tekkaguya)                                      | 797                        | Metálico  | Voador    | Não evoluem                   |
| Kartana                  | Kamiturugi (カミツルギ Kamitsurugi)                                   | 798                        | Planta    | Metálico  | Não evoluem                   |
| Guzzlord                 | Akuziking (アクジキング Akujikingu)                                   | 799                        | Dragão    | Noturno   | Não evoluem                   |
| Necrozma                 | Necrozma (ネクロズマ Nekurozuma)                                      | 800                        | Psíquico  | Psíquico  | Não evoluem                   |
| Necrozma Juba Crepúsculo | Dusk Mane Necrozma (たそがれのたてがみ ネクロズマ Dusk Mane Necrozma) | 800                        | Psíquico  | Metálico  | Não evoluem                   |
| Necrozma Asas Alvorada   | Dawn Wings Necrozma (あかつきのつばさ ネクロズマ Dawn Wings Necrozma) | 800                        | Psíquico  | Fantasma  | Não evoluem                   |
| Ultra Necrozma           | Ultra Necrozma (ウルトラネクロズマ Ultra Necrozma)                    | 800                        | Psíquico  | Dragão    | Não evoluem                   |
| Magearna                 | Magearna (マギアナ Magiana)                                           | 801                        | Metálico  | Fada      | Não evoluem                   |
| Marshadow                | Marshadow (マーシャドー Māshadō)                                      | 802                        | Lutador   | Fantasma  | Não evoluem                   |
| Poipole                  | Bevenom (ベベノム Bebenomu)                                           | 803                        | Venenoso  | Venenoso  | Naganadel (#804)              |
| Naganadel                | Agoyon (アーゴヨン Āgoyon)                                            | 804                        | Venenoso  | Dragão    | Não evoluem                   |
| Stakataka                | Tundetunde (ツンデツンデ Tsundetsunde)                                | 805                        | Pedra     | Metálico  | Não evoluem                   |
| Blacephalon              | Zugadoon (ズガドーン Zugadōn)                                         | 806                        | Fogo      | Fantasma  | Não evoluem                   |
| Zeraora                  | Zéraora (ゼラオラ Zéraora)                                            | 807                        | Elétrico  | Elétrico  | Não evoluem                   |
| Meltan                   | Meltan (メルタン, Merutan)                                            | 808                        | Metálico  | Metálico  | Melmetal                      |
| Melmetal                 | Melmetal (メルメタル, Merumetaru)                                     | 809                        | Metálico  | Metálico  | Não evoluem                   |